# Bănel Nicoliță
Bănel Nicolișă (ur. 7 stycznia 1985 w Faurei) – rumuński piłkarz, pomocnik, w Viitorulu Constanța.
Jest jednym z sześciorga dzieci Martiy Nicoliță. Wychował się w małej mieścinie - Faurei w południowo-wschodniej Rumunii. W jego domu się nie przelewało dlatego piłka nożna była dla Banela jedyna szansą na wybicie się z nizin społecznych. Pierwsze buty piłkarskie dostał dopiero w wieku 14 lat w prezencie od trenera Unirei. Mimo bycia zawodowym piłkarzem nie ominęły go kibicowskie pojedynki. Podczas powrotu z jednego z meczów trafił na sympatyków przeciwnej drużyny. Skończyło się na kilkutygodniowej przerwie w treningach. Obecnie jak na rumuńskie realia jest krezusem, jednak nie zapomniał o swoich korzeniach i regularnie wspomaga mieszkańców miasteczka, w którym się wychował. Zafundował miejscowym dzieciom między innymi bilety na mecz ćwierćfinałowy Pucharu UEFA z Rapidem Bukareszt.

## Kariera klubowa
Mając 16 lat dołączył do grającego w Divizie C klubu o nazwie Dacia Unirea Brăila. Pomimo tego, że grał z reguły na prawej obronie lub pomocy strzelił 23 gole i pomógł drużynie w wywalczeniu awansu do Divizie B. W 2004 zgłosiła się po niego grająca w Divizie A, prowadzona przez Dumitru Dumitriu Politehnica Timișoara. Debiut w pierwszej lidze zaliczył 30 lipca 2004 w przegranym mecz z CFR Cluj. W mieście z zachodniej Rumunii nie pograł jednak zbyt długo. Po pół roku został wypatrzony przez stołeczną Steaue. Jej właściciel Gigi Becali sprowadził go za 80 tys. euro. Podobnie jak właściciel drużyny ze stadionu Ghencea, Nicoliță także jest Romem. Nikt w klubie nie był pewien jak przyjmie go prawicowa część kibiców Steauy. Jardel, jak obecnie jest nazywany, szybko zdobył status jednego z najlepszych piłkarzy w lidze rumuńskiej.
W 2011 roku przeszedł do francuskiego klubu AS Saint-Étienne. W sezonie 2013/2014 był wypożyczony do FC Nantes. W 2015 wrócił do Rumunii i został zawodnikiem Viitorulu Constanța.
| Sezon   | Klub                  | Kraj    | Rozgrywki | Mecze | Bramki | Rozgrywki Europy   | Mecze | Bramki |
| ------- | --------------------- | ------- | --------- | ----- | ------ | ------------------ | ----- | ------ |
| 2004/05 | Politehnica Timișoara | Rumunia | Liga I    | 15    | 3      | -                  | -     | -      |
| 2004/05 | Steaua Bukareszt      | Rumunia | Liga I    | 14    | 2      | Liga Europy UEFA   | 1     | 0      |
| 2005/06 | Steaua Bukareszt      | Rumunia | Liga I    | 29    | 7      | -                  | -     | -      |
| 2006/07 | Steaua Bukareszt      | Rumunia | Liga I    | 32    | 2      | Liga Mistrzów UEFA | 6     | 0      |
| 2007/08 | Steaua Bukareszt      | Rumunia | Liga I    | 27    | 3      | Liga Mistrzów UEFA | 6     | 0      |
| 2008/09 | Steaua Bukareszt      | Rumunia | Liga I    | 26    | 3      | Liga Mistrzów UEFA | 7     | 2      |
| 2009/10 | Steaua Bukareszt      | Rumunia | Liga I    | 28    | 2      | Liga Europy UEFA   | 11    | 3      |
| 2010/11 | Steaua Bukareszt      | Rumunia | Liga I    | 27    | 4      | Liga Europy UEFA   | 6     | 0      |
| 2011/12 | AS Saint-Étienne      | Francja | Ligue 1   | 19    | 3      | -                  | -     | -      |
| 2012/13 | AS Saint-Étienne      | Francja | Ligue 1   | 3     | 0      | -                  | -     | -      |
| 2013/14 | AS Saint-Étienne      | Francja | Ligue 1   | 3     | 0      | Liga Europy UEFA   | 2     | 1      |
| 2013/14 | FC Nantes (wyp.)      | Francja | Ligue 1   | 17    | 1      | -                  | -     | -      |

Stan na: 8 września 2014 r.

## Kariera reprezentacyjna
W kadrze swojego kraju Banel gra od 2005 roku. Wcześniej występował również w młodzieżowej reprezentacji Rumunii.